# Syltemade Ådal
Syltemade Ådal er en 20 m dyb dal mellem Vester Skerninge på Sydfyn og Sydfynske Øhav, som fra tid til anden bliver oversvømmet med havvand. Dalbunden kaldes også Syltemaen. Sylt er et gammelt navn for salt og Maden refererer til en strandeng. 
Syltemae Å har sit udspring i Sørup sø og løber desuden gennem Hvidkilde sø og Ollerup sø. Den har sit udløb lige vest for bebyggelsen Ballen.
Den unikke ådal blev skabt ved afslutningen af istiden for 10.000 år siden, da smeltevand banede sig vej under iskappen. Syltemae Ådal blev fredet i 1978, og der er anlagt vandrestier med gangbroer, som letter de til tider vanskelige adgangsforhold.